# Conte di Gosford
Conte di Gosford è un titolo nobiliare inglese nella Parìa d'Irlanda.

## Storia

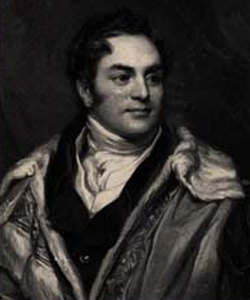
Archibald Acheson, II conte di Gosford

Il titolo venne creato nel 1806 per Arthur Acheson, II visconte Gosford. La famiglia Acheson discende dallo statista scozzese Sir Archibald Acheson, I baronetto di Edimburgo, che poi si insediò a Markethill, nella Contea di Armagh. Questi fu Solicitor General di Scozia e Senatore del Collegio di Giustizia (col titolo di lord Glencairn), ed Extraordinary Lord of Session come 'Lord Glencairn', nonché Segretario di Stato per la Scozia. Nel 1628 venne creato baronetto nel Baronettaggio della Nuova Scozia con la possibilità di trasmettere il titolo unicamente agli eredi maschi. Venne succeduto dal figlio avuto dal primo matrimonio, il II baronetto, il quale si sposò ma morì senza eredi in giovane età e venne pertanto succeduto dal suo fratellastro George, III baronetto, che si insediò in Irlanda come High Sheriff per le contee di Armagh e Tyrone.
Suo figlio, il IV baronetto, rappresentò la Contea di Armagh nella camera dei comuni irlandese. Alla sua morte i titolo passarono a suo figlio, il V baronetto, il quale fu membro del parlamento irlandese per la costituente di Mullingar. Suo figlio, il VI baronetto, rappresentò l'Università di Dublino e Enniskillen alla Camera dei Comuni irlandese. Nel 1776 venne elevato alla parìa d'Irlanda come Barone Gosford, di Market Hill nella Contea di Armagh, e nel 1785 venne onorato del titolo di Visconte Gosford, di Market Hill nella Contea di Armagh, sempre nella Parìa d'Irlanda.
Venne succeduto dal figlio, il II visconte. Questi sedette al parlamento per Old Leighlin dal 1783 al 1790. Nel 1806 venne creato Conte di Gosford nella parìa d'Irlanda col titolo di cortesia per i suoi eredi di Visconte Acheson. Suo figlio, il II conte, sedette col partito Whig alla camera dei lord come rappresentante irlandese dal 1811 al 1849 e prestò servizio sotto Lord Melbourne come Capitano degli Yeomen della Guardia dal 1834 al 1835. Tra il 1835 ed il 1838 fu Governatore Generale del Canada. Lord Gosford sposò Mary, figlia di Robert Sparrow di Worlingham Hall nel Suffolk. Nel 1835 venne creato Barone Worlingham, di Beccles nella Contea di Suffolk, nella Parìa del Regno Unito, fatto che concesse a lui ed ai suoi discendenti un seggio automatico alla camera dei lords britannica.
Venne succeduto da suo figlio, il III conte, il quale rappresentò la Contea di Armagh alla camera dei comuni dal 1831 al 1847. In quest'ultimo anno, due anni prima di succedere al padre nella contea, venne elevato nella parìa del Regno Unito col titolo di Barone Acheson, di Clancairny nella Contea di Armagh. Suo figlio, il IV conte, prestò servizio come Lord Luogotenente della Contea di Armagh e fu anche Lord of the Bedchamber del principe del Galles nonché vice ciambellano della regina Alessandra. Venne succeduto dal figlio primogenito, il V conte, che fu colonnello nelle Coldstream Guards e combatté nella Seconda Guerra boera e nella prima guerra mondiale. Il figlio primogenito di questi, il VI conte, sedette tra i conservatori alla camera dei lords e fu Lord-in-Waiting del governo di Harold Macmillan dal 1958 al 1959. Attualmente i titoli sono passati a suo figlio, il VII conte, il quale è succeduto al padre nel 1966.
La sede di famiglia è il Castello di Gosford, presso Markethill, nella Contea di Armagh.

## Baronetti Acheson, di Glencairny (1628)
- Sir Archibald Acheson, I baronetto (m. 1634)
- Sir Patrick Acheson, II baronetto (c. 1611–1638)
- Sir George Acheson, III baronetto (1629–1685)
- Sir Nicholas Acheson, IV baronetto (c. 1656–1701)
- Sir Arthur Acheson, V baronetto (1688–1749)
- Sir Archibald Acheson, VI baronetto (1718–1790) (creato Visconte Gosford nel 1785)

## Visconti Gosford (1785)
- Archibald Acheson, I visconte Gosford (1718–1790)
- Arthur Acheson, II visconte Gosford (circa 1745–1807) (creato Conte di Gosford nel 1806)

## Conti di Gosford (1806)
- Arthur Acheson, I conte di Gosford (c. 1745–1807)
- Archibald Acheson, II conte di Gosford (1776–1849)
- Archibald Acheson, III conte di Gosford (1806–1864)
- Archibald Acheson, IV conte di Gosford (1841–1922)
- Archibald Charles Montagu Brabazon Acheson, V conte di Gosford (1877–1954)
- Archibald Alexander John Stanley Acheson, VI conte di Gosford (1911–1966)
- Charles David Alexander John Sparrow Acheson, VII conte di Gosford (n. 1942).